# Fortkörning
Fortkörning är beteckningen på förseelsen att överskrida den lagstadgade hastighetsbegränsningen med fordon.
Fortkörning är ett typiskt exempel på ett spanings- och ingripandebrott. Det vill säga ett brott som upptäcks som resultat av polisens, åklagarens, tullens eller andras arbetsinsatser, inte via anmälan från utomstående. Undantaget kan vara street racing, som kan anmälas av vittnen.

## Straffsatser i Sverige
Straffen för fortkörning ändras ibland, från den 1 oktober 2006 gäller följande skalor.
Hastighetsöverträdelser
På väg med hastighetsbegränsning till och med 50 km/tim. (10, 20, 30, 40 och 50-sträckor)
- Överträdelse med 1–10 km/tim  2 000 kr
- Överträdelse med 11–15 km/tim  2 400 kr
- Överträdelse med 16–20 km/tim  2 800 kr
- Överträdelse med 21–25 km/tim  3 200 kr
- Överträdelse med 26–30 km/tim  3 600 kr
- Överträdelse med 31–35 km/tim  4 000 kr
- Överträdelse med mer än 36 km/tim  4 000 kr

Hastighetsöverträdelser
På väg med högre hastighetsbegränsningar (60, 70, 80, 90, 100, 110 och 120-sträckor)
- Överträdelse med 1–10 km/tim  1 500 kr
- Överträdelse med 11–15 km/tim  2 000 kr
- Överträdelse med 16–20 km/tim  2 400 kr
- Överträdelse med 21–25 km/tim  2 800 kr
- Överträdelse med 26–30 km/tim  3 200 kr
- Överträdelse med 31–35 km/tim  3 600 kr
- Överträdelse med 36–40 km/tim  4 000 kr
- Överträdelse med 41–50 km/tim  4 000 kr

Vid överträdelse med mer än 50 km/tim rapporteras överträdelsen till åklagaren, vilket i normalfallet leder till rättegång där dagsböter döms ut. 
Vid enstaka fortkörning över vissa gränser till exempel med 30 km/h över tillåten hastighet kan körkortet tillfälligt dras in. Vid upprepade fastställda fortkörningar på lägre hastigheter kan också körkortet dras in. Körkortsindragning är formellt inget straff, utan räknas som indragning av ett slags tillstånd man missbrukat. Det innebär att körkortet kan dras in av polis på platsen utan rättegång under förutsättning att brottet erkänns. Trots att det inte räknas som straff anses det mer kännbart än bötesstraffet. Yrkesförare kan förlora sitt arbete (om de har vikariat) eller tvingas till tjänstledighet under perioden.
Fortkörning anses öka risken för olyckor och kan förvärra skador vid olyckor som ändå händer.